# Ісмаель Кортінас
Ісмаель Кортінас (ісп. Ismael Cortinas) — містечко, що знаходиться в департаменті Флорес, на південно-західній частині Уругваю. Є адміністративним центром однойменного муніципалітету. Раніше відомий під назвою Арройо Гранде (ісп. Arroyo Grande), на честь річки, що протікає недалеко від міста.

## Історія
18 Жовтня 1950 року, згідно з постановою № 11.607, отримав статус Села (ісп. Pueblo) та був названий на честь уругвайського політика, сенатора та журналіста — Ісмаеля Кортінаса. 15 Листопада 1963 року, після підписання указу № 13.167, підвищується до рівня Містечка (ісп. Villa).
До 1977 року містечко було поділено на юрисдикції чотирьох департаментів — Флорес, Колонія, Сан-Хосе та Соріано. Причиною було те, що воно розташоване прямо на їх кордоні. Після ухвали указу № 14.708 від 30 вересня 1977 року, межі департаментів були змінені так, що Ісмаель Кортінас був приєднаний лише до Флореса.

## Географія
Знаходиться в південно-західній частині департаменту Флорес, на межі з Соріано, Колонією та Сан-Хосе. Недалеко від містечка протікає річка Арройо Гранде.
Через Ісмаель Кортінас проходить 2 автомобільні шляхи:  Траса 23 та  Траса 12.

## Населення
Населення по даним за 2011 р. становить 918 чоловік.
| Рік  | Населення |
| ---- | --------- |
| 1908 | 1 404     |
| 1963 | 558       |
| 1975 | 580       |
| 1985 | 938       |
| 1996 | 1 036     |
| 2004 | 1 069     |
| 2011 | 918       |

Джерело: Instituto Nacional de Estadística de Uruguay